# Alsergrund
Alsergrund () è il nono distretto di Vienna, in Austria ed è situato subito a nord del primo e più centrale distretto, la Innere Stadt.

## Istruzione
La maggioranza degli istituti dell'università di Vienna si trovano qui. E la concentrazione di istituti è aumentata quando l'università ha preso possesso dei vecchi stabili dell'ospedale di Vienna (AKH, Allgemeines Krankenhaus in tedesco) per trasformarli in un campus universitario. L'università di economia di Vienna si trova anche lei nel 9. distretto.
Una lista di tutte le scuole di Alsergrund si può trovare qui.

## Traffico
Il 9. Distretto è circondato a est e a ovest da strade principali e dalla U-Bahn (metropolitana). Ad Alsergrund si trova anche la Franz-Josef-Bahnhof, che al giorno d'oggi è ormai di importanza molto limitata per il traffico cittadino.

## Edifici e monumenti
- Josephinum
- Chiesa votiva (Votivkirche)
- Museo di Sigmund Freud
- Palazzo e Museo Liechtenstein
- Volksoper
- Scalinata Strudlhof (resa famosa dall'omonimo romanzo di Heimito von Doderer)
- Casa natale di Franz Schubert nella Nußdorfer Str. 54
- Inceneritore di Spittelau
- Complesso residenziale del viadotto di Spittelau

## Politica
| Presidenti dal 1945     | Presidenti dal 1945 |
| ----------------------- | ------------------- |
| Heinrich Hart (KPÖ)     | 4/1945-1946         |
| Johann Rajnoha (SPÖ)    | 1946-1950           |
| Rudolf Wohlmuth (ÖVP)   | 1950-1954           |
| Johann Rajnoha (SPÖ)    | 1954-1959           |
| Roman Köchl (ÖVP)       | 1959-2/1964         |
| Franz Bauer (ÖVP)       | 3/1964-11/1964      |
| Roman Köchl (ÖVP)       | 11/1964-1969        |
| Karl Schmiedbauer (SPÖ) | 1969-1978           |
| Wolfgang Schmied (ÖVP)  | 1978-1991           |
| Johann Benke (SPÖ)      | 1991-2003           |
| Martina Malyar (SPÖ)    | 2003-               |